# Wolfgang Schmidt
Wolfgang M. Schmidt (3 de outubro de 1933) é um matemático austríaco.

## Livros
- Diophantine approximation. Lecture Notes in Mathematics 785. Springer. (1980 [1996 with minor corrections])
- Diophantine approximations and Diophantine equations, Lecture Notes in Mathematics, Springer Verlag 2000
- Equations Over Finite Fields: An Elementary Approach, 2nd edition, Kendrick Press 2004
- On normal numbers. Pacific Journal of Mathematics, 10:661-672, 1960.